# Японская мода периода Мэйдзи

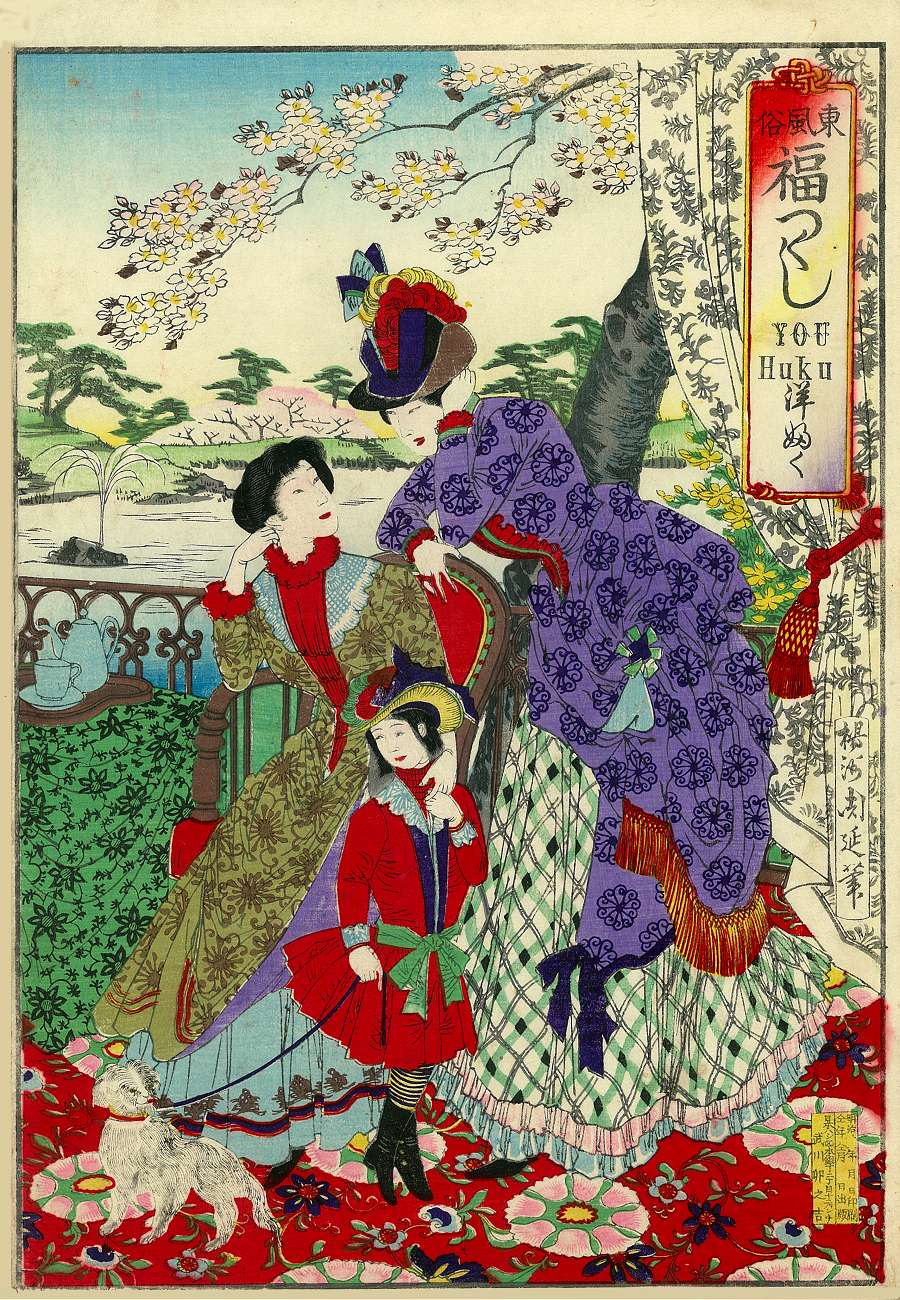
Японские женщины в одежде европейского фасона (ёфуку) на гравюре Ёсю Тиканобу

Японская мода периода Мэйдзи (1867—1912) сильно изменилась относительно предыдущего периода Эдо (1603—1867). В результате периода Бакумацу (1853—1867), подписания Канагавского договора коммодором Мэттью Колбрайтом Перри в 1854 году, Япония была вынуждена открыть порты американским судам, тем самым завершив традиционную политику изоляции. Затем, во время реставрации Мэйдзи в 1868 году феодальная система сёгуната была преобразована в императорскому правлению по европейскому образцу.
В период Мэйдзи западная мода (ёфуку) перенималась в первую очередь мужчинами на правительственных и других официальных должностях, а также в качестве униформы, символизируя индустриализацию и стремление к современности. Государственная униформа западного образца появилась в 1872 году, и быстро начала ассоциироваться с элитой, современностью, богатством.
Японское общество не приняло государственную тенденцию к западному стилю. На работе члены императорского двора и слуги, чиновники и заводские рабочие носили западную униформу, но дома многие из них по-прежнему предпочитали носить кимоно и другую традиционную японскую одежду (вафуку). Переход к западной моде совершался постепенно, со значительным сопротивлением. Этот переход описывают в три этапа: Бунмэй Кайка (1868—1883), Рокумэйкан (1883—1890-е), и период нативистских настроений 1890-х годов. В период Бунмэй Кайка западные предметы быстро входили в обиход и смешивались с элементами японского костюма: к примеру, мужчины носиили кимоно с западной обувью и шляпами. В период Рокумэйкан западная культура обрела популярность, некоторые предметы одежды изменились по европейскому образцу — к примеру, платья. Спустя двадцать лет после начала периода Мэйдзи, в крупных городах стало трудно найти мужчину с традиционной причёской чонмаге или женщин с почернёнными зубами.
После периода Рокумэйкан, из-за распространения западной моды, одного предмета западной одежды было недостаточно, чтобы создавать впечатление прогрессивности. В 1890-е годы, в результате роста идей нативизма, кимоно вновь стало основной одеждой японцев, а западный костюм остался элементом униформы или одежды чиновников и официальных лиц. Женщины перенимали западную моду гораздо медленнее, и по-прежнему носили кимоно в качестве модной повседневной одежды. Само кимоно в это время также менялось — в период Тайсё (1912—1926) оно сформирует образ, ставший предшественником современных японских женских кимоно.

## Описание
В начале периода Мэйдзи некоторые женщины перенимали западную моду, однако распространение европейской моды было точечно и малочисленно, поскольку вся западная одежда привозилась из-за границы. Мужчин, напротив, обязывали носить на работу униформу западного образца с 1871 года. К концу семидесятых годов, студентов государственных университетов, предпринимателей, учителей, медработников, банкиров и представителей многих других профессий также обязали носить западную одежду.
В период Мэйдзи западная одежда ассоциировалась с элитизмом, принадлежностью к высшему классу. То же означали и анилиновые краски — в частности, фиолетовый и красный: первые искусственно созданные красители. Прежде тесно связанные со статусом знати, теперь они стали символизировать прогресс и поддержку японской империи. Хотя бедные слои населения по-прежнему не могли позволить себе носить яркие и статусные цвета, многие представители низших классов тоже стали надевать западную униформу. Прежде рабочие носили куртки хантен прямого кроя, или подвязывали рукава кимоно лентой татсуки. Западная униформа для рабочих объяснялась тем, что длинные рукава кимоно были небезопасны для работы на заводских станках. В 1873 году появились униформы с брюками хакама.
В начале периода Мэйдзи, западная одежда стоила дорого, её могли себе позволить только богатые слови общества. Шерсть приходилось импортировать, а портных, знакомых с западными технологиями пошива, было мало. В связи с этим, было распространено носить только некоторые элементы европейского костюма. Самыми частыми аксессуарами были европейские шляпы, называемые сяппо (от французского chapeau — «шляпа») и зонтики западного фасона. Более богатые люди носили кожаные туфли и часы.
В 1877 году, после Сацумского восстания и смерти Сайго Такамори в битве при Сирояме, трагический образ восставшего против империи самурая вызвал большую симпатию в глазах людей. Многие начали носить одежду из ткани с бело-синим узором под названием сацума-касури. «Крестьянская» одежда Сайго Такамори приобрела популярность в Токио. Также в его честь был назван оливково-коричневый краситель «сайго-иро», прежде известный как угуису-тя.
С конца 1870-х по 1880-е годы шерсть приобрела большую популярность. В 1898 году в Японии было использовано 2 700 000 м шерсти, импортированной из Англии и Германии. Из шерсти стали шить зимнюю одежду — прежде для тепла надевали много слоёв кимоно. Впервые появились шерстяные кимоно-пальто разных фасонов, такие как тонби (плащи без рукавов и с капюшоном, надеваемые поверх кимоно), ниуимаваси и адзума-кото, вошедшие в женскую моду около 1880-х годов.
В 1881 году японский ремесленник Окадзима Тиёзо создал технологию печати узоров на бязи. Такая ткань мгновенно приобрела популярность, и стала известна как юдзен, по аналогии с уже существовавшей техникой росписи шёлковой ткани вручную. Женщины стали использовать такую бязь с красной и фиолетовой печатью в поясах хаори и оби.
В 1880-х годах уже не считалось прогрессивным носить один западный аксессуар. При этом люди по-прежнему носили кимоно дома. В это десятилетие, одежда, которую носили на людях, зависела от места проживания и рода занятий человека. Западная одежда считалась рабочей, приемлемой там, где были западные столы и стулья. Японскую одежду носили дома, где чаще всего были татами. В это время появилось выражение: «туда, где есть стул, — надевают ёфуку (западную одежду), там, где сидят на полу — носят вафуку (японскую одежду)». С течением времени западная одежда стала стандартом для появления в обществе, а японскую одежду носили во время досуга. Однако с развитием этой тенденции, женская мода, напротив, стала консервативней. Кроме знатных дам: императрицы, членов императорского двора и жён чиновников, которые носили европейское платье, простые женщины, не обладавшие статусом или необходимостью носить униформу, вновь стали носить кимоно в качестве повседневной одежды.
В 1890-е годы в Японии выросли идеи нативизма, и западная мода потеряла популярность. Правила, требовавшие европейского костюма для светских мероприятий, ослабели. Кимоно стали надевать в качестве символа гордости за свой народ, его носили на общественные мероприятия — но не приёмы. В это время для женщин считалось высокомерием надевать западное платье.
К концу периода Мэйдзи в 1912 году стало очевидно, что влияние западной моды и идей о том, что представляет из себя современная, прогрессивная Япония, изменило понимание повседневной и нарядной одежды на гораздо более глубоком уровне, чем фасоны костюма и аксессуары. Церемониальные, символизирующие благоприятствие цвета, надеваемые на свадьбу — белый, золотой, серебряный и алый, теперь заменились только белым. На похороны раньше носили белое, некоторые надевали чёрное. Теперь же, все надевали только чёрное.

### Шарфы и платки
Популярным элементом западной одежды был эримаки, шарф, обматывавшийся вокруг ворота кимоно. Поначалу в качестве шарфа носили тауэру, то есть полотенце, но этот предмет быстро исчез из моды, когда оказалось, что это банная принадлежность. Мужчины переняли эримаки в виде белого шёлкового шейного платка, который необходимо было обматывать вокруг шеи несколько раз. В 1880-х годах популярность обрели квадратные шали в клетку. Мужчины носили их даже поверх кимоно и деловых костюмов.

### Головные уборы и причёски

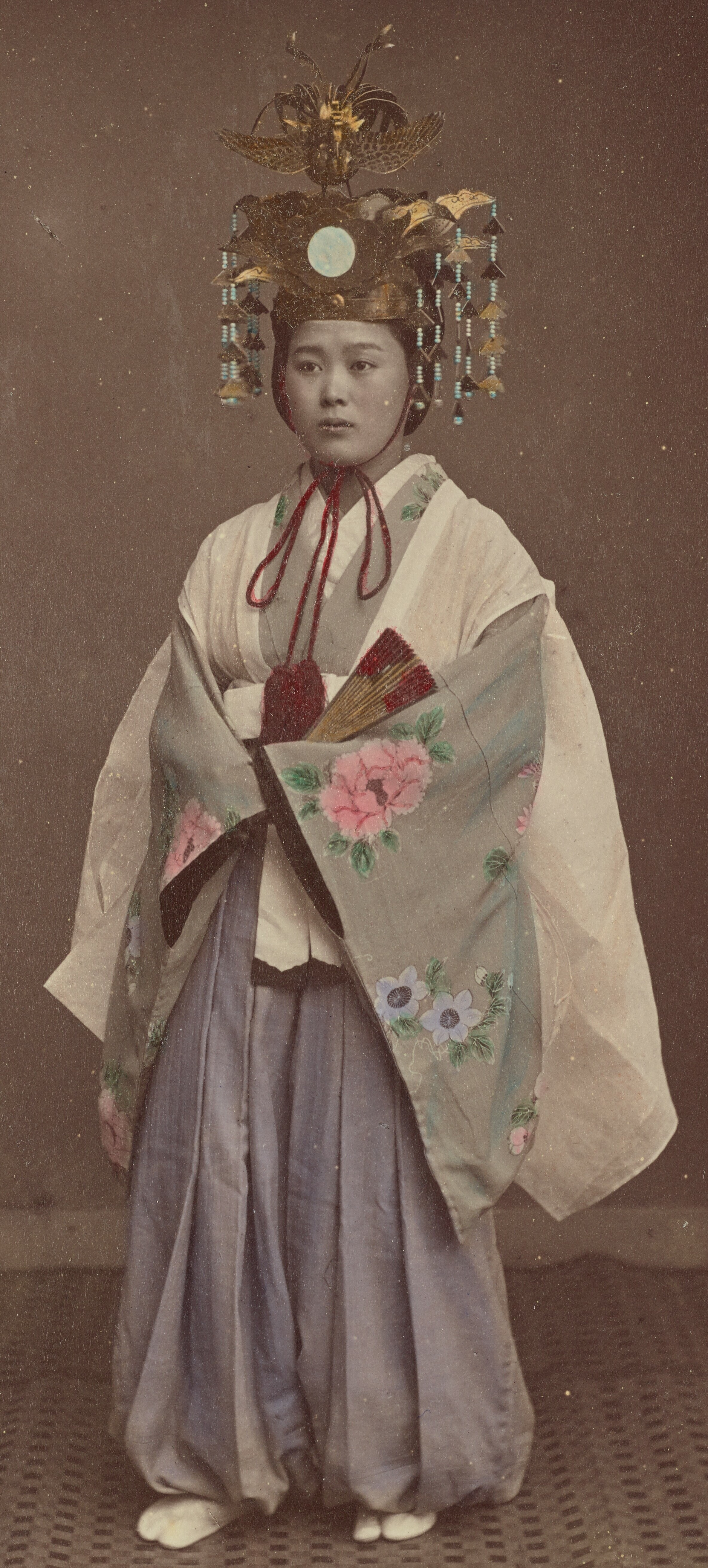
Дама в изящном головном уборе, конец 19 века

В июле 1871 года, в попытке привлечь мужчин обрезать волосы на европейский манер (дзангири-атама), вместо бриться макушки в японском стиле (сакаяки), было разрешено стричься по желанию. Следуя примеру императора в 1872 году, мужчины также стали срезать пучки волос, а также отращивать бороду. Женщины тоже сменили причёски на западные. С изменением манеры стричься, популярность обрели шляпы. Около 1872 года местные органы управления объявили, что прямое воздействие солнца на голову вредно, и начали призывать к ношению шляп. На крупные церемониальные мероприятия носили шляпы с полями, на менее серьёзные церемонии надевали шёлковые цилиндры. Надевая на церемонию фрак (чаще всего так делали госслужащие), к нему брали только цилиндр. Как и вся европейская одежда, шляпы также символизировали элитность и престиж.

## Женская мода

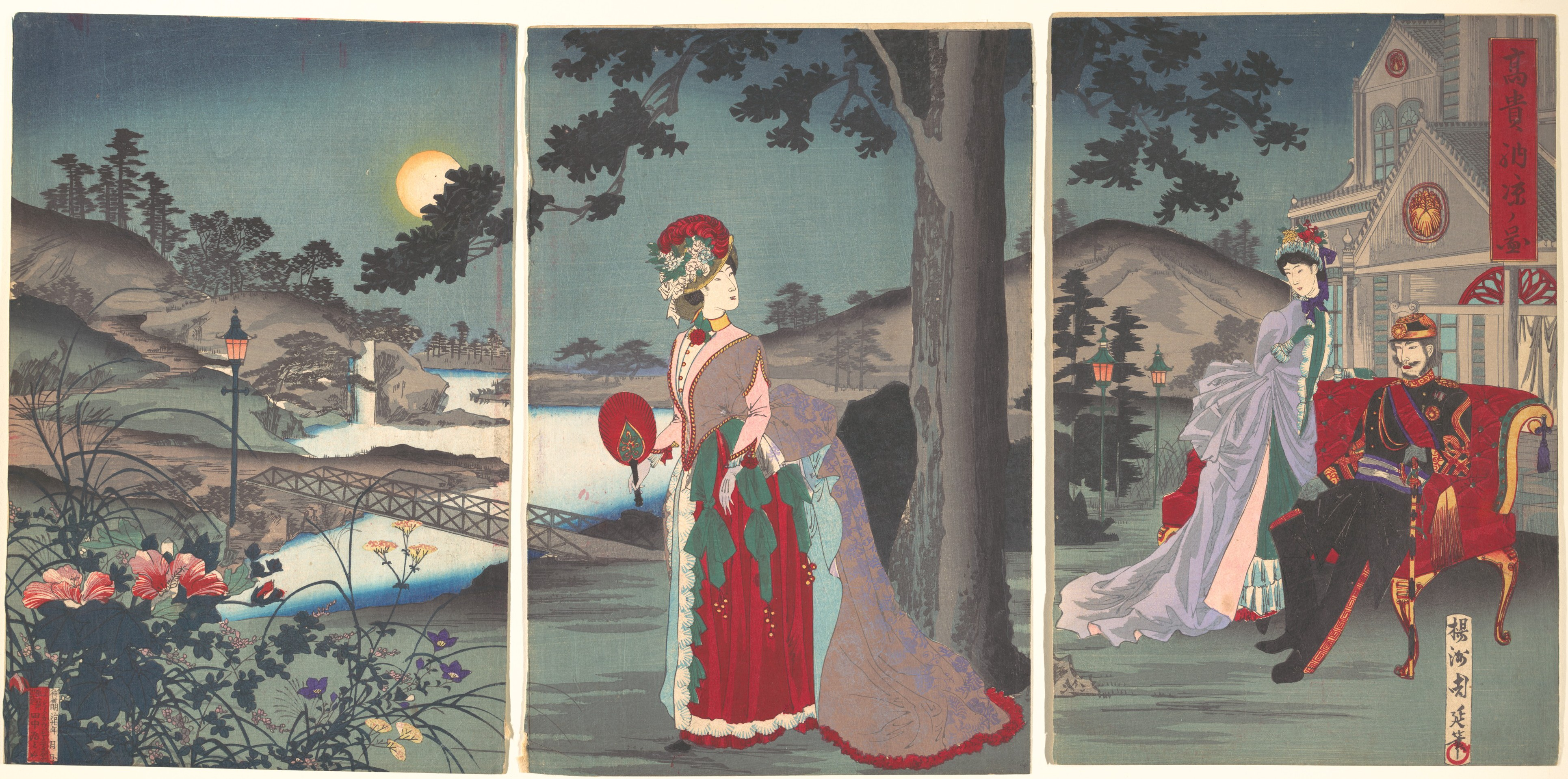
Знать в вечерней прохладе (Koki nōryō no zu), Ёсю Тиканобу, 1887 г.

Поначалу крайне немногие женщины приняли западную моду. Это были преимущественно студентки, гейши или спутницы иностранцев. Остальные женщины ограничивались лишь западными аксессуарами. В 1870-е годы женщины редко участвовали в светских мероприятиях, таких как балы. Только во второй половине 1886 года появился этикет для женской одежды. В сентябре 1886 года появились стандарты одежды старших должностных лиц (тёкунинкан) и их жён, а в ноябре 1886 года — для офицеров (сонинкан). Однако, несмотря на введение стандартов одежды, многие считали западные платья неудобными, поэтому прошло много времени прежде, чем женщины начали их носить.
Среди женщин модные предметы западной одежды регулировались статусом или родом занятий, а не модой. С 1873 года заводчанки обязаны были носить западную униформу с брюками хакама. Студентки и преподавательницы также носили хакама, нередко с западной обувью. Достать одежду, кроме униформы, было трудно. Поначалу западная одежда была доступна только богатым дамам, путешествовавшим в Европу. Некоторые оставляли свои мерки в Париже, чтобы заказывать оттуда гардероб, другие покупали платья в путешествиях по Америке и Европе. Позже западная одежда начала производиться и в Японии.
Несмотря на принятие европейской моды, не все предметы одежды вошли в японский гардероб. Дамы на западе носили кринолины и турнюры, но среди японских женщин они не прижились. В основном кринолины надевали проститутки Нагасаки в качестве элемента экзотики. Гейши, более открытые для экспериментов с модой, первыми начали носить западные платья, а не только аксессуары. Однако в период Тайсё, к началу 1930-х годов, они вновь перестали носить западную одежду.
После того, как в 1886 году императрица начала носить западное платье, замужние принцессы, жёны высокопоставленных чиновников и придворные дамы также были вынуждены надевать европейскую одежду. Жёнам официальных лиц позволялось носить западные платья лишь на публике во время официальных визитов, пока их муж находился при исполнении обязанностей. В 1893 году на приёме княгини Умэко Ито жена бельгийского министра сильно удивилась, что все дамы, кроме неё, были в кимоно.

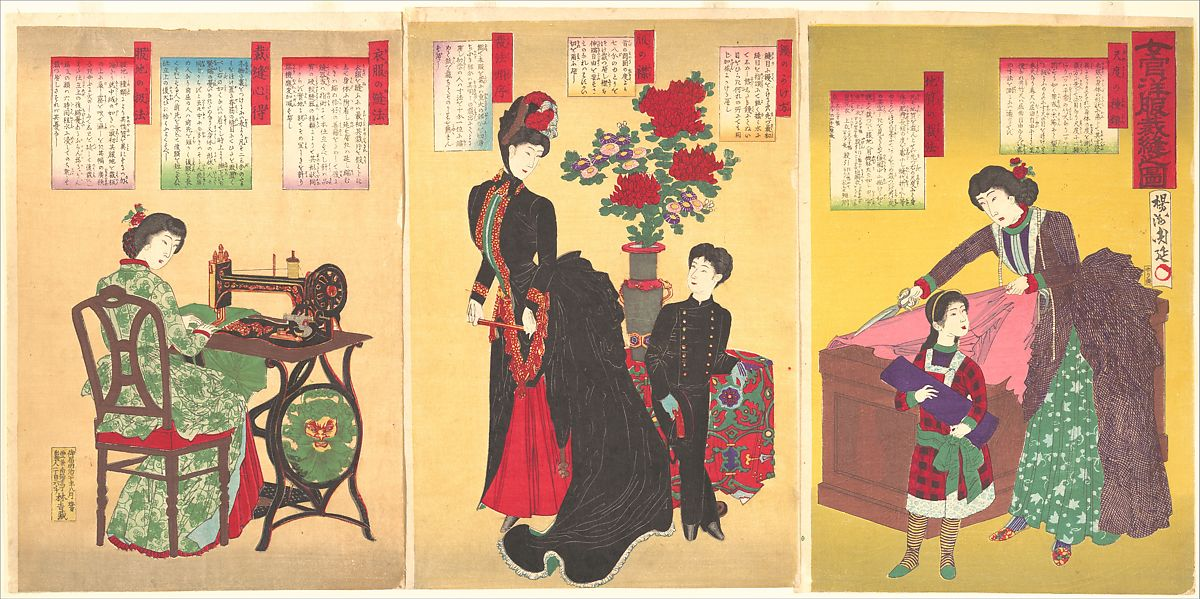
Придворные дамы за пошивом европейских платьев (Jokan yōfuku saihō no zu), Ёсю Тиканобу, 1887 г.

В период Мэйдзи чернёные зубы и бритые брови начали выходить из моды. В 1873 году дамы также оставили эту традицию вслед за императрицей. Помимо этого, несмотря на тенденцию к викторианским причёскам, женщин призывали не обрезать волосы коротко. Дам с короткими волосами считали странными. Чаше всего волосы собирали в причёску сокухацу — помпадур, напоминающий причёски гибсоновских девушек. Смелым считалось ставить волосы далеко вперёд. Эта прическа считалась более здоровой, чем другие западные укладки, поскольку не требовала шпилек и помады. Японские женщины в начале периода Мэйдзи гораздо чаще предпочитали сделать сокухацу, чем надеть западное платье. Примерно в то же время многие женщины начали носить туфли гэта с брюками или кимоно с западными туфлями или сапогами. Это был период гибридизации японской и западной моды как среди женщин, так и среди мужчин.
Турнюр вышел из моды между 1876 и 1880 годами. В период Рокумэйкан женщины всё активнее перенимали западную моду, например корсеты и кожаные туфли. Во время светских вечеров начала периода Рокумэйкан, многие знатные дамы носили алые хакама и хакки (верхние платья, похожие на кимоно), ранее принятые при дворе. На третий год Рокумэйкана, на половине знатных приёмов носили западное, на половине японское.
В 1884 году в силу вступили требования к одежде императорского двора. На банкетах и приёмах дамы должны были носить официальные платья с глубоким вырезом. На полуформальных встречах дозволялись полуофициальные платья с небольшим вырезом. Для обедов во дворце предполагались простые платья с высоким воротом и треном. Официальные платья были европейского фасона, с длинным треном. Помимо этого, несмотря на влияние западной моды, многие платья западного фасона, сшитые в Японии, выглядели на японский манер, благодаря тому, что для пошива использовались традиционные ткани кимоно, вместо европейских.
Гейши часто носили западную одежду. Их нередко описывали в чёрных платьях из тафты, с золотыми серьгами и браслетами, в кожаных туфлях прямо на татами и в чайных домиках.
К концу 1890-х годов идеальной фигурой для японской женщины считался западный S-образный силуэт. Однако к концу периода Мэйдзи в 1912 году, идеалы как фигуры, так и причёски, кардинально изменились. В противовес фигуре, создаваемой корсетом, стала превозноситься естественная форма тела. Также женщины начали коротко стричь волосы, не боясь осуждения.

### Кимоно

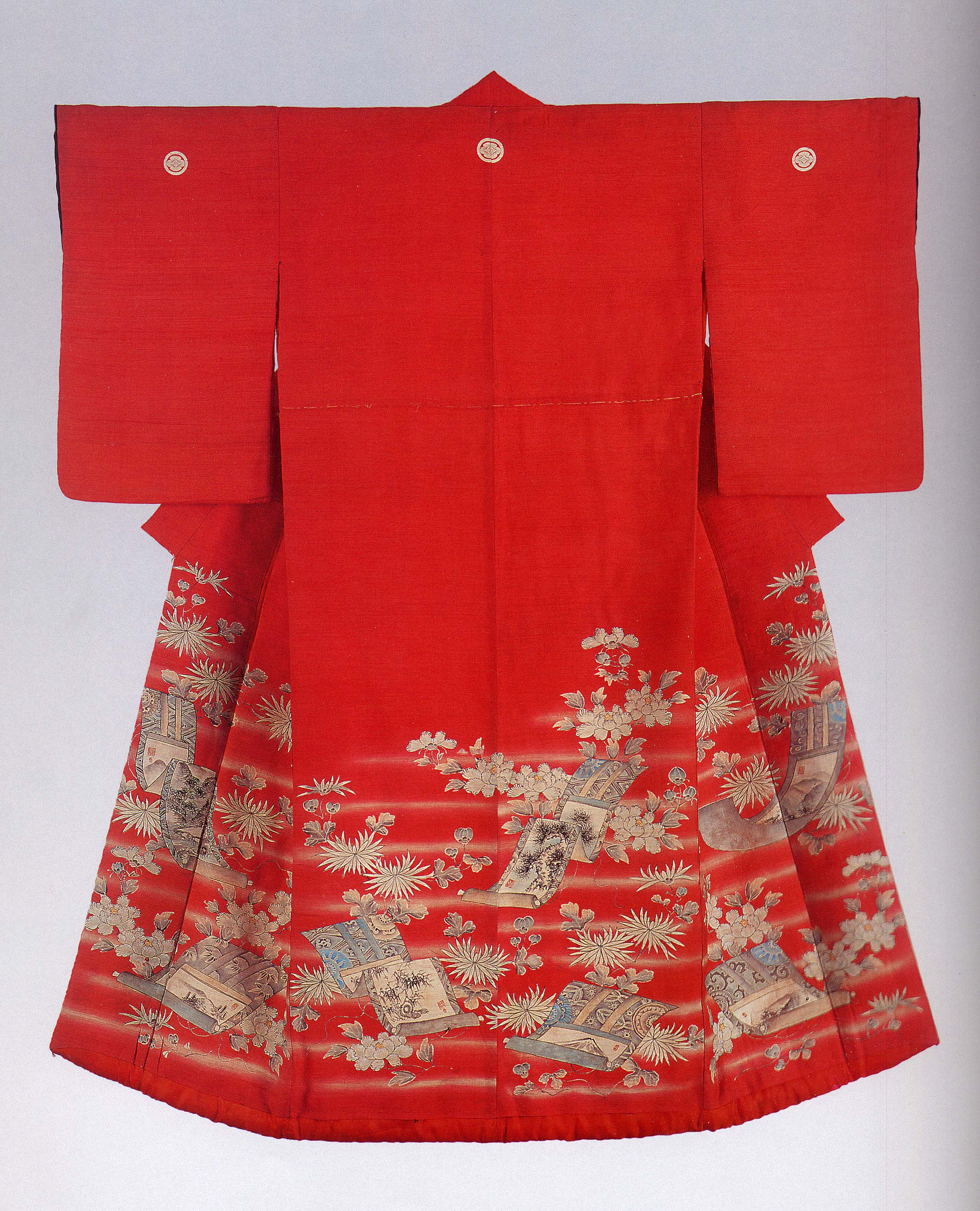
Выходное кимоно утикакэ для знатной девушки, 1880—1890 г.

В период Мэйдзи женское кимоно кардинально изменилось. Мужское кимоно напротив, почти не поменялось, поскольку большинство мужчин стали носить западную одежду даже во время периода нативизма в конце века.
К середине периода Мэйдзи женщины всех классов и возрастов стали завязывать пояс-оби сзади — раньше завязанный спереди оби означал переход девушки во взрослую жизнь. Теперь единственными женщинами в обществе, которые носили оби завязанным спереди, были проститутки. В конце периода Мэйдзи также появилось большое разнообразие стилей оби и оби-мусуби (узлов оби). Однако самым популярным был, и остается до сих пор, стиль тайко мусуби — коробчатый, простой узел, требующий более короткого оби, чем большинство стилей того времени. В отличие от современных оби, женские оби эпохи Мэйдзи были длиннее и шире; оби также носили ниже по телу, такой силуэт считался более привлекательный.
Прежде шлейф кимоно был длинным. Женщины высокого статуса придерживали подол кимоно одной рукой, когда выходили из дома (этому стилю часто подражали гейши, так как он считался элегантным), либо подвязывали его маленьким декоративным оби, известным как сигоки-оби . Женщины низших классов просто повязывали его шнуром или лентой, прикрывая узел самим кимоно. В период Мэйдзи все женщины стали завязывать шлейф в складку на бедре (охасори).

### Фасоны и конструкции кимоно
Конструкция кимоно начала периода Мэйдзи отличалась от современных. Рукава были длиннее, также присутствовали дополнительные элементы, теперь не использующиеся: подбитые подолы, контрастная подкладка и цветные воротники на повседневных кимоно, а также многослойные, сочетающиеся между собой комплекты (о-цуи) из двух или трех предметов одежды. Под верхний слой (уваги) надевались 1-3 нижних слоя (ситаги) с аналогичным рисунком, выполненным, однако, в более простой технике, чем внешний слой, например, окрашивание вместо вышивки. Торжественные кимоно всегда шились в виде комплекта о-цуи, и даже неформальные кимоно носили в несколько слоёв, которые, правда, не всегда сочетались так же, как о-цуи.
Цветной подклад, характерный для кимоно периода Мэйдзи, был заметен как на подоле, так и на проймах рукавов; он часто был контрастного цвета, что отсылало к аристократической цветовой эстетике XI века. Подкладка варьировалась в зависимости от возраста человека и уровня формальности: молодая женщина могла показать до 5 сантиметров подкладки, в то время как пожилая женщина должна была скрывать её полностью. Хлопковые и другие менее формальные кимоно были менее подбиты, чем формальные шелковые. Кроме того, женщина могла попытаться скрыть свой возраст, открыв больше подкладки, но слишком большая разница между возрастом и нарядом могла смотреться комично.
К середине периода Мэйдзи различия между стилями кимоно, указывающими на сословную принадлежность владельца, практически исчезли. Гейши создавали новые фасоны кимоно, а «порядочные» замужние женщины, исторически стоявшие в социальном плане выше гейш, стали комфортно перенимать эти фасоны без повода для беспокойства. С искоренением сословных различий и ограничений в одежде в рамках Реставрации Мэйдзи студенты могли носить то же кимоно, что и высокопоставленные чиновники. В начале периода Мэйдзи эти различия заменились общественными понятиями «рякуги» и «рэйсо» — системой организации типов кимоно в зависимости от случая их ношения. Рякуги — повседневная одежда, состоящая из плотных кимоно из шёлка, конопли, хлопка, льна и шерсти, часто окрашенных и украшенных в простые, приглушенные цвета и рисунки. В противоположность этому, рэйсо относилось к категории официальной одежды, когда надевалось лучшее, тончайшее шёлковое кимоно, украшенное соответствующим количеством гребней (мон), как правило, многослойное. Как правило, их надевали на новогодние и свадебные церемонии.
К концу периода Мэйдзи появилась новая категория кимоно, преодолевающая разрыв между повседневной и церемониальной одеждой, известная как хомонги (дословно «одежда для посещения»). Кимоно категории хомонги — шелковые кимоно с узорами — можно было надевать в любой ситуации, когда женщине необходимо было появиться в обществе, в котором неформальная одежда была бы неуместна. В 1890-х годах школьниц тоже обязали вернуться к кимоно в качестве школьной формы.

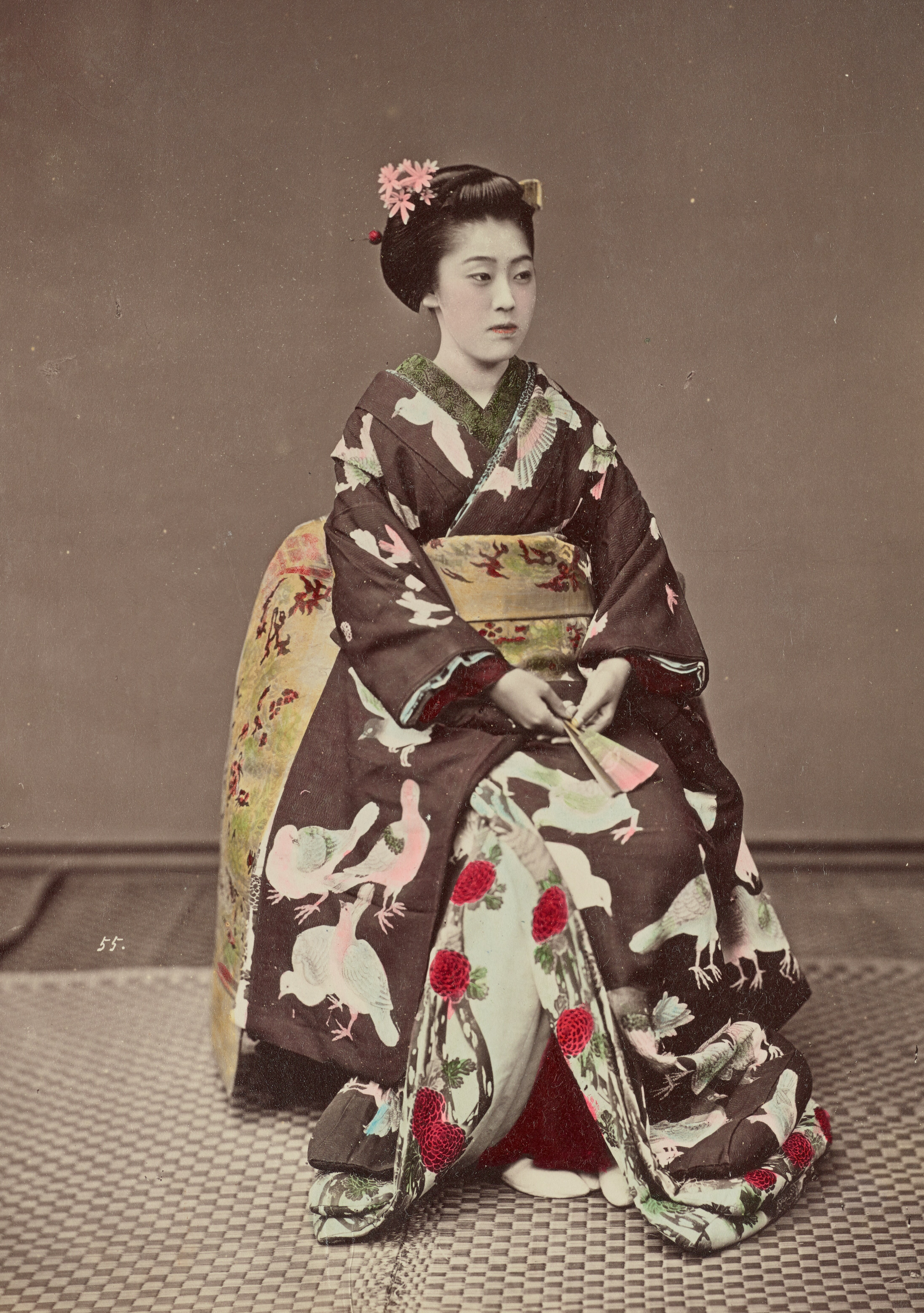
Женщина периода Мэйдзи в кимоно с нижним слоем, изображающим хризантемы, альбуминовое фото, раскрашено вручную

### Узоры, цвета и мотивы
В начале периода Мэйдзи популярные цвета оставались прежними — тёмные оттенки синего, серого, коричневого, для женщин — фиолетового. Одежда была преимущественно однотонной, с небольшим количеством вышивки или других украшений. Самыми частотными узорами были полоски, клетка и тканые рисунки.
В начале эпохи Мэйдзи существовало два основных стиля окраски: эдо-доки и госё-доки. Эдо-доки — это мелкие цветочные и травяные узоры, подчеркнутые золотой вышивкой на простом однотонном фоне. Госё-доки — более грандиозный стиль, отличающийся благородными, пёстрыми узорами птиц, бабочек, деревьев павловнии и водопадов. Этот стиль отражал вкусы знатных женщин в начале периода Мэйдзи, в одежде которых часто использовались старинные придворные узоры и японские сюжеты, такие как «Повесть о Гэндзи». Хан’эри — съемный воротник, пришитый к воротнику, — в начале периода Мэйдзи был красочным, вышитым и носился наружу; к концу периода Мэйдзи хан’эри часто был гладко-белым и неброским, обычно без вышивки и носился скрытым под внешним слоем кимоно.

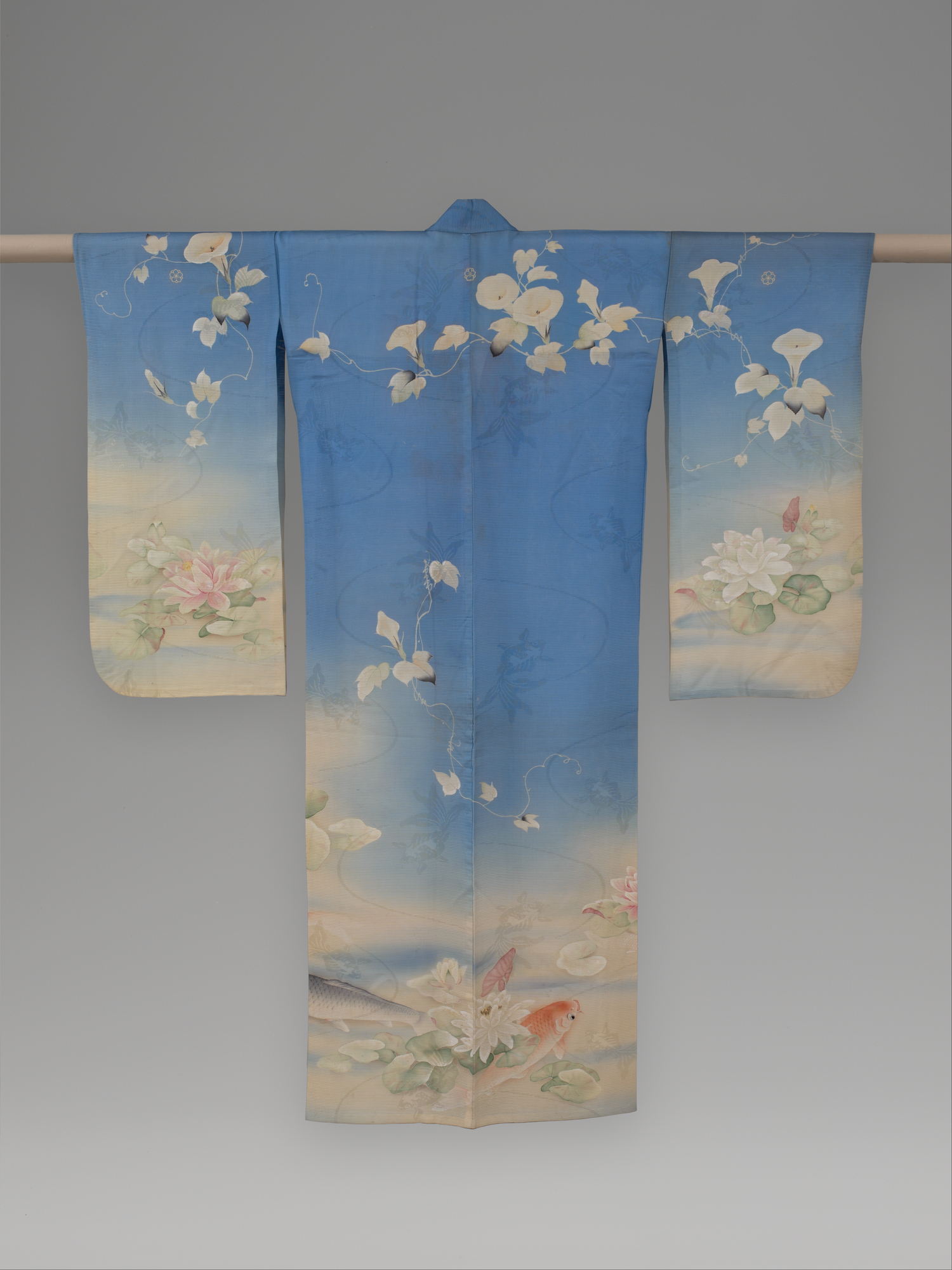
Летнее кимоно хитоэ с изображением водных лилий, карпов и вьюнков c. 1876

К началу 1890-х годов кимоно с изображением хризантемы (императорский цветок), с флагом восходящего солнца, стали более распространенными, демонстрируя патриотизм и понимание, что вестернизация страны зашла слишком далеко. Даже на подкладках, воротниках и детских кимоно хаори стали появляться более патриотичные мотивы, такие как цветки сакуры — традиционного растения самурайского сословия.
В 1904 году мода на кимоно еще больше изменилась в связи с началом русско-японской войны. Стал популярен темный оттенок синего, известный как «победный синий», а крупномасштабные узоры кимоно, похожие на узоры косодэ периода Гэнроку, также приобрели популярность. Традиционные рисунки, такие как крупные шашечные узоры с природными мотивами, выполненными в технике тай-дай, также пользовались популярностью.

## Реформа одежды
В 1869 году с помощью аристократии, даймё и феодалов Киото была разработана система реформы одежды. Реформа включала в себя «систему головных уборов и одежды», в которой ранг и статус отображались с помощью цветов и специфических узоров; однако она так и не была реализована, поскольку японское правительство хотело использовать более простую систему.
Позже, в июне 1870 года, Нинагава Ноританэ разработал новую систему реформы одежды. Бывшим самураям пришлось выбирать между одеждой западного образца и системой головных уборов, и в конечном итоге они предпочли принять одежду западного образца, несмотря на ее неудобства.
Позже, 4 августа 1871 года, санпацу (распущенные волосы), датто (неношение меча), рякуфуку (простая одежда) и ношение униформы стали добровольными. Вскоре после этого, 9 августа, западная одежда была разрешена и для бюрократов.

## Императорская семья

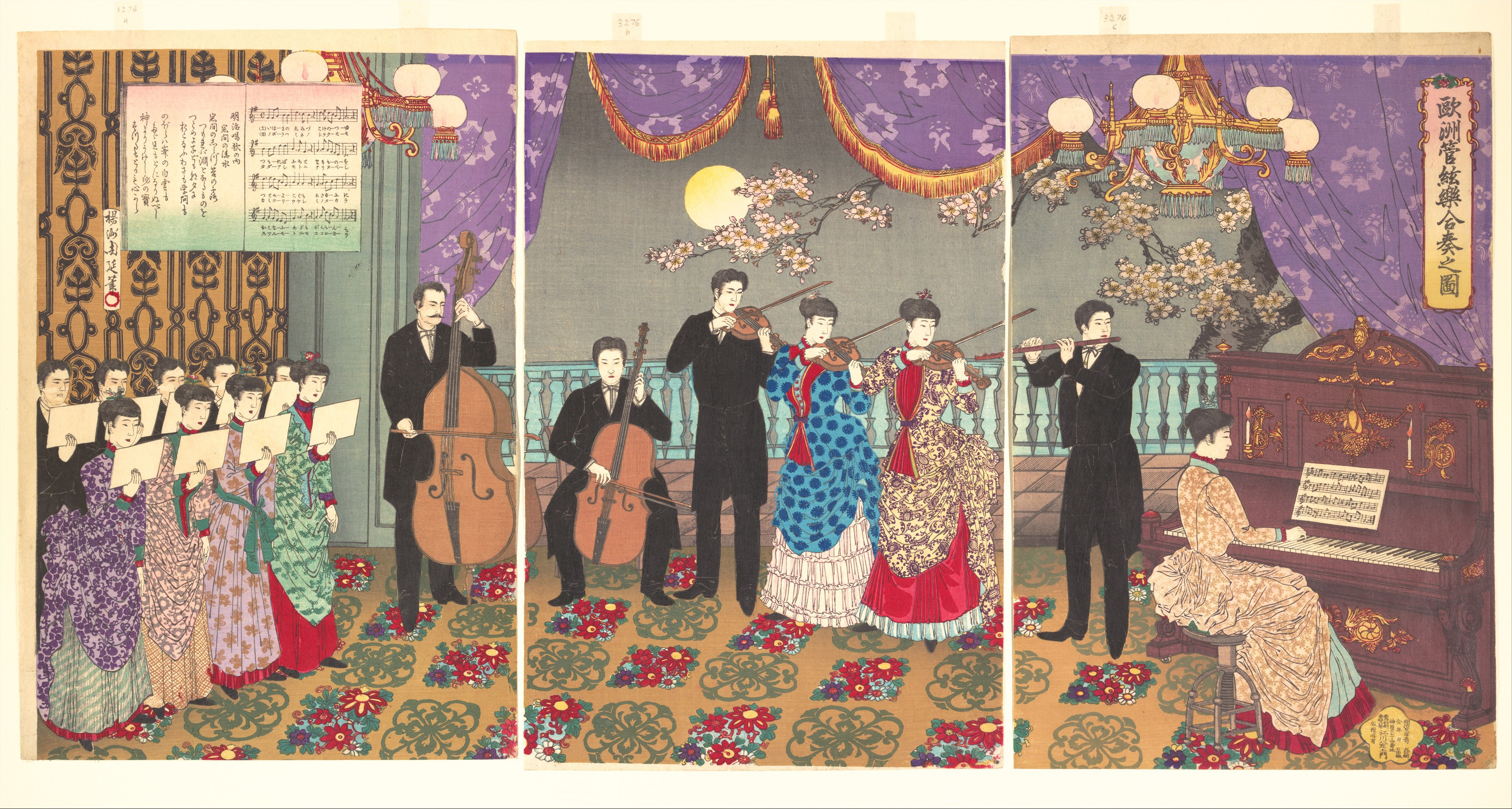
Концерт европейской музыки (Ōshū kangengaku gassō no zu), Ёсю Тиканобу, 1889 г.

В 1872 году император Мэйдзи срезал волосы и начал носить европейскую одежду, подавая пример остальным японцам и начиная эру современной Японии. Однако императрица Сёкэн переняла западную моду только в 1886 году. После этого и сама императрица, и её окружение стали активно носить европейские платья, особенно предпочитая одежду с высоким воротом.
Большинство японских дам не последовали примеру императрицы. Западную одежду носили преимущественно фрейлины, жёны чиновников, замужние принцессы. Младшие принцессы чаще всего надевали кимоно на мероприятия. Младшин принцы напротив, носили одежду западного стиля — вероятно готовясь к исполнению будущих императорских обязанностей.
Императорский двор продолжал носить западную одежду даже в 1890-х годах, во время волны нативизма. Императрица появлялась на публике в кимоно только произнося речь перед иностранными дипломатами и их жёнами, но так и не вернулась к старой придворной традиции брить брови и чернить зубы. Император носил западный костюм даже в присутствии иностранных дипломатов.

## Униформа

### Дресс-код государственных служащих
Когда в 1871 году западная одежда была введена в качестве униформы для чиновников, возникли значительные трудности с поиском портного, который мог бы изготовить саму форму. В начале периода Мэйдзи портных, знакомых с пошивом западной одежды, в Японии практически не было. Выкройка и посадка кимоно были значительно проще, чем западная одежда, и шилась такая одежда совсем по-другому. Однако в порту Иокогама существовали иностранные портные с японскими подмастерьями. Для тех, кто занимал военные должности, для повседневной жизни требовалась только упрощенная военная форма и шляпа. Однако для торжественных случаев требовалось парадное военное обмундирование, дополненное медалями. Для мелких чиновников обычным рабочим костюмом был фрак, а военная форма требовалась только для церемоний. Ранее, в 1870 году, было решено, что морские кадеты будут носить форму британского образца, а армейские кадеты — французского.
Церемониальная одежда и медали западного образца предназначались для государственных чиновников более высокого ранга. Униформа правительственных чиновников обозначала их статусы и ранги, а декоративные элементы можно было увидеть на их медалях. Золотые украшения предназначались для тёкунинканов — чиновников, назначаемых императором, и сонинканов — чиновников, назначаемых премьер-министром; серебряные украшения носили ханнинканы — младшие чиновники. Тёкунинканы специально носили на верхней одежде узор из павловнии, который не носили чиновники более низких рангов.
Для тех, кто принадлежал к высокому социальному классу, но не занимал официального положения — в основном это были знатные семьи, — существовало два типа униформы. Один из них предназначался для тех, кто занимал четвертый ранг или выше (на уровне с тёкунинканом), и назывался тёкунин бункан тай-рейфуку; в этой форме отсутствовали украшения из павловнии. Другую форму носили те, кто был на пятом ранге или ниже (на уровне сонинкана). Такая форма называлась сонин бункан тай-рейфуку и носилась без украшений.
10 апреля 1875 года японское правительство провозгласило систему медалей за заслуги. Орден Восходящего солнца (киокудзицу-сё) состоял из медалей с первого по восьмой уровни и изображал лучи, исходящие от солнца.

### Школьная форма
Школьная форма для мальчиков была создана по образцу военной формы. Школьная форма для девочек в период Мэйдзи изначально создавалась на основе элементов японского костюма. Девочки должны были носить брюки хакама поверх кимоно. В 1890-х годах такая форма исчезла, вернувшись к классическим кимоно, и вернулась только в 1920-х годах.